# Libri feudorum

Ubaldi, Baldo degli – In usus feudorum commentaria, 1580

De Libri feudorum ("Boeken betreffende het lenen") of Consuetudines feudorum zijn een juridisch werk met regels die in de vroege middeleeuwen in het Longobardische Rijk als gewoonterecht golden rondom het in gebruik geven of lenen van grondgebied. De regels zijn verzameld en opgeschreven door de rechtsgeleerde Pillius de Medicina (Pillius Medicinensis) omstreeks 1155 en omvat mede wetgeving van de drie keizers Koenraad II, Lotharius III en Fredrik Barbarossa die de basis legden voor het feodaal stelsel. Het bestaat uit twee boeken, onderverdeeld in 28 resp. 68 hoofdstukken.
Het werk werd breed geaccepteerd als codificatie van regels die in het Alpengebied de verhoudingen tussen leenheer en vazallen beheersten en was onderwerp van talloze discussies en dissertaties. Op basis van dit werk maakten in de 18e eeuw geschiedkundig wetenschappers kennis met het feodale stelsel.
Feodaal recht was een deelgebied naast bijvoorbeeld het kerkelijk recht (canon), civiel recht en plaatselijk strafrecht. In de 13e eeuw gingen de regels uit de Libri feudorum deel uitmaken van het Italiaans civiel recht, waar het oud-romeinse rechtsboek van Justinianus, het Corpus Iuris Civilis nog steeds van grote invloed was.
Vanaf die tijd oefenden deze regels eeuwenlang invloed uit over Europa tot in ons huidige recht, bijvoorbeeld de regels voor fideï-commis, vruchtgebruik en het verbod bloot-eigendom te vervreemden.

## Geschiedenis
Het werk is ontstaan door het verzamelen van lokale regels, literatuur van rechtsgeleerden, de rechtspraak en keizerlijke wetgeving, het systematiseren ervan en het in samenhang optekenen van de regels. Uitgangspunt is het leenrecht van keizer Koenraad II uit 1037 waar het eerste boek om draait, aangevuld met meningen van rechtsgeleerden over de regels. De eerste 24 hoofdstukken van het tweede boek bevatten de Leenwet van keizer Lothar uit 1136 en veel regels uit het Romeinse recht.
Zo werd een rechtsboek opgesteld met de regels die in grote delen van het Heilige Roomse Rijk als gewoonterecht golden ten aanzien van het in gebruik geven van grond door grondbezitters aan derden. De ontstaansgeschiedenis valt te herleiden tot drie stadia, onderdeel van drie verschillende rechtscompilaties:
- De Compilatio antiqua of Compilatio Obertina: de oudste versie geredigeerd door de Milanese rechter Oberto dall'Orto ca. 1154-1158
- De Recensio Ardizonica: een tekst genoemd naar Jacobus van Ardizone, ca. 1240
- De Recensio Accursiana of vulgata: een 13e-eeuwse, aangevulde tekst met glossen van Jacobus Columbi en/of Accursius, ingevoegd als Decima Collatio Novellarum in de Novellae (aanvulling met nieuwe wetgeving) van het Corpus iuris civilis.

De tekst verspreidde zich vanuit de Italiaanse rechtsscholen over Europa en werd op veel universiteiten gedoceerd. In Duitsland zijn 60 jaar later vergelijkbare rechtsfiguren die in het Hertogdom Saksen als gewoonterecht golden, opgetekend in de Saksenspiegel.
Het merendeel van de originele of oudste teksten is bewaard gebleven maar de handschriften liggen verspreid over tientallen wetenschappelijke bibliotheken in Europa, waaronder de Koninklijke Bibliotheek Brussel en de Universiteitsbliotheek Leiden.

## Uitgaven en vertalingen
- Karl Lehmann (ed.), Das Langobardische Lehnrecht (Handschriften, Textentwicklung, ältester Text und Vulgattext, nebst den capitula extraordinaria), 1896
- J.E. Spruit en J.M.J. Chorus (eds.), Corpus Juris Civilis. Tekst en vertaling, vol. XII addendum, Libri feudorum, 2016, ISBN 9789462983038
Tweetalige editie Latijn-Nederlands van de vulgata en protovulgata, met inleiding